# Oxford Tower
Chałubińskiego 8 ou Ch8 (anciennement Intraco II, Elektrim puis Oxford Tower) est un des premiers gratte-ciel de la capitale polonaise Varsovie, construit entre 1975 et 1978 dans le quartier Śródmieście (centre-ville), à proximité de la gare centrale.
Dessinée par les architectes polonais Jerzy Skrzypczak (pl), Halina Świergocka-Kaim (d), Wojciech Grzybowski (d), Jan Zdanowicz (pl) et Jerzy Janczak (d), cette tour blanche et bleue de style international fut l’une des premières de ce genre à voir le jour dans la capitale polonaise, après l’hôtel Forum (aujourd’hui Novotel Warszawa Centrum) et la tour encore appelée Intraco I, dessinée par les mêmes architectes.